# Segundo Período Intermédio
```
   |-
       |
Erro:
:  
valor não especificado para "
nome_comum
"

   |-
       | 
Erro:
:  
valor não especificado para "
continente
"
```

O Segundo Período Intermédio foi um período na história do Antigo Egipto entre 1 640 a.C. e 1 550 a.C.. Foi antecedido pelo Império Médio (2040 a 1640 a. C.) e sucedido pelo Império Novo (1550 a 1070 a. C.).
Corresponde a um período em que o Antigo Egito caiu em desordem pela segunda vez, entre o fim do Império Médio e o início do Novo Reino. É mais conhecido como o período em que os Hicsos fizeram a sua aparição no Egito e cujo reinado incluiu a 15ª dinastia.[carece de fontes?]

## História

### Fim do Império Médio
A 12ª Dinastia do Egito chegou ao fim no final do século 19 a.C com a morte da Rainha Esquemíofris (1806–1802 a.C.). Aparentemente, ela não tinha herdeiros, fazendo com que a 12ª dinastia terminasse repentinamente e, com ela, a Era de Ouro do Império Médio; foi sucedido pela 13ª Dinastia, muito mais fraca. Mantendo a sede da 12ª dinastia, a 13ª dinastia governou a partir de Iti-Taui ("O Senhor das Duas Terras") perto de Mênfis e Lixte, a sul do vale do Delta do Nilo.
A 13ª dinastia é notável pela ascensão do primeiro rei de língua semítica formalmente reconhecido, Quenjer ("Javali"). A 13ª Dinastia mostrou-se incapaz de manter todo o território do Egito, e uma família provinciana de ascendência do Sudoeste Asiático em Aváris, localizada nos pântanos do Delta do Nilo, rompeu com a autoridade central para formar a 14ª Dinastia.

### 15ª Dinastia
A 15ª Dinastia data aproximadamente de 1650 a 1550 a.C. Os governantes conhecidos da Décima Quinta Dinastia são os seguintes:
- Salitis
- Saquir-Har
- Quia
- Apófis I, c. 1590? a.C.–1550 a.C.
- Camudi, c. 1550–1540 a.C.

A 15ª Dinastia do Egito foi a primeira dinastia dos Hicsos. Governaram a partir de Aváris mas não controlavam a terra inteira. Os Hicsos preferiam ficar no norte do Egito desde que se infiltraram a partir do nordeste. Os nomes e a ordem de seus reis são incertos. A Lista de Reis de Turim indica que existiram seis reis Hicsos, com um obscuro Camudi listado como o último rei da 15ª Dinastia (a linha X.21 do link citado fornece claramente este resumo para a dinastia: "6 reis funcionando 100 + X anos"). Os traços sobreviventes na figura X parecem dar a figura 8, que sugere que o somatório deve ser lido como 6 reis governando 108 anos.
Alguns estudiosos argumentam que havia dois reis Apófis chamados Apófis I e Apófis II, mas isso é principalmente devido ao fato de que existem duas pronomes para este rei: Auoserré e Aquenenré. No entanto, o egiptólogo dinamarquês Kim Ryholt sustenta em seu estudo do Segundo Período Intermédio que todos esses fenómenos se referem a um homem, Apófis, que governou o Egito por 40 ou mais anos. Isto também é apoiado pelo fato de que este rei empregou um terceiro prenome durante seu reinado: Nebkhepeshre. Apófis provavelmente empregou vários pronomes diferentes ao longo de vários períodos do seu reinado. Este cenário não é sem precedentes, pois reis posteriores, incluindo os famosos Ramessés II e Seti II, usaram dois pronomes diferentes em seus próprios reinados.

### 16ª Dinastia
A 16ª Dinastia governou a região de Tebas no Alto Egito por 70 anos. Das duas versões principais da Egíptica de Manetão, a dinastia é descrita pelo mais confiável Africano (apoiado por Sincelo) como "pastoreio de hicsos reis", mas por Eusébio como Tebana.
Ryholt (1997), seguido por Bourriau (2003), na reconstrução do cânone de Turim, interpretou uma lista de reis baseados em Tebas para constituir a Dinastia XVI de Manetão, embora esta seja uma das conclusões "mais discutíveis e de longo alcance" de Ryholt. Por essa razão, outros estudiosos não seguem Ryholt e vêem apenas evidências insuficientes para a interpretação da 16ª Dinastia como Tebana.
A continuação da guerra contra a Dinastia XV dominou a curta 16ª dinastia. Os exércitos da 15ª dinastia, ganhando cidade após cidade de seus inimigos do sul, continuamente invadiram o território da 16ª dinastia, eventualmente ameaçando e depois conquistando a própria Tebas. Em seu estudo do segundo período intermédio, o egiptólogo Kim Ryholt sugeriu que Dedumose I procurou por uma trégua nos últimos anos da dinastia, mas um de seus antecessores, Nebiriau I, pode ter tido mais sucesso e parece ter gozado de um período de paz em seu reinado.
A Fome, que assolou o Alto Egito durante o final da 13ª dinastia e da 14ª dinastia, também arruinou a 16ª dinastia, mais evidentemente durante e após o reinado de Neferotepe III.

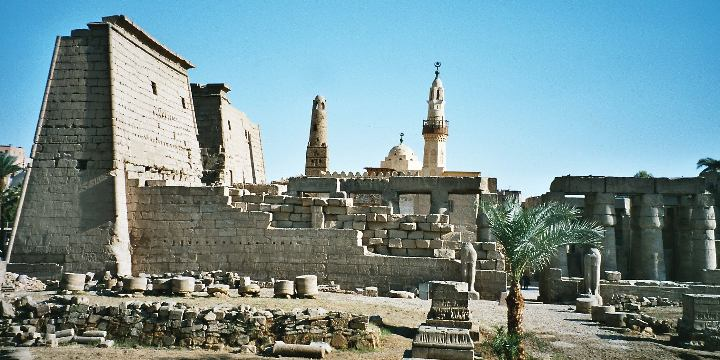
Tebas (Templo de Luxor retratado) foi a capital de muitos dos faraós da XVI dinastia egípcia.

A partir da reconstrução de Ryholt do cânone de Turim, 15 reis da dinastia podem agora ser nomeados, cinco dos quais aparecem em fontes contemporâneas. Apesar de serem provavelmente governantes baseados em Tebas, alguns podem ter sido governantes locais de outras importantes cidades do Alto Egito, incluindo Abidos, Nequebe e Edfu. No reinado de Nebiriau I, o reino controlado pela 16ª dinastia estendia-se pelo menos até ao norte até Hu e ao sul até Edfu. Não listado no cânone de Turin (após Ryholt) está Wepwawetemsaf, que deixou uma estela em Abidos e era provavelmente um governante local da Dinastia de Abidos.
Ryholt dá a lista dos reis da 16ª dinastia como mostrada na tabela abaixo. Outros, como Helck, Vandersleyen e Bennett, combinam alguns desses governantes com a XVII dinastia egípcia. As datas estimadas vêm da publicação de Bennett.

### Dinastia de Abidos
A Dinastia de Abidos pode ter sido uma dinastia local de curta duração governando parte do Alto Egito durante o Segundo Período Intermédio no Antigo Egito e foi contemporânea com as 15ª e 16ª dinastias, aproximadamente de 1650 a 1600 a.C. A existência de uma Dinastia Abidos foi proposta pela primeira vez por Detlef Franke  e posteriormente elaborada pelo egiptólogo Kim Ryholt em 1997. A existência da dinastia pode ter sido justificada em Janeiro de 2014, quando a tumba do faraó Senebecai, anteriormente desconhecido, foi descoberta em Abidos. A dinastia provisoriamente inclui quatro governantes: Wepwawetemsaf, Pantjeny, Snaaib, e Senebecai.
A necrópole real da Dinastia Abidos foi encontrada na parte sul de Abidos, em uma área chamada Anubis Mountain nos tempos antigos. Os governantes da Dinastia Abidos colocaram o seu cemitério adjacente aos túmulos dos governantes do Império Médio.

### 17ª Dinastia
Na época em que Mênfis e Iti-Taui caíram para os Hicsos, a casa governante Egípcia nativa em Tebas declarou a sua independência de Iti-Taui, tornando-se na 17ª Dinastia. Esta dinastia acabaria por liderar a guerra de libertação que levou os Hicsos de volta à Ásia. A 17ª Dinastia, baseada em Tebas, restaurou numerosos templos em todo o Alto Egito enquanto mantinha relações comerciais pacíficas com o reino dos Hicsos no norte. De fato, Tao II, o primeiro rei da linhagem dos reis Amósis, chegou a importar calcário branco da região de Tura, controlada pelos Hicsos, para fazer uma porta para o celeiro no Templo de Carnaque. No entanto, os seus sucessores - os dois últimos reis desta dinastia - Tao II e Camés são tradicionalmente creditados por derrotar os Hicsos no curso das guerras de libertação. Com a criação da 18ª Dinastia por volta de 1550 a.C., o período do Novo Reino da história Egípcia começa com Amósis I, o seu primeiro faraó, completando a expulsão dos Hicsos do Egito e colocando o país, mais uma vez, sob controle administrativo centralizado.